# Max Levy-Suhl
Max Levy-Suhl (* 14. April 1876 in Suhl; † 21. September 1947 in Amsterdam) war ein deutscher Nervenarzt und Psychoanalytiker. Seit 1922 führte Max Levy den Namen seiner Geburtsstadt Suhl offiziell in seinem Doppelnamen. 

## Leben

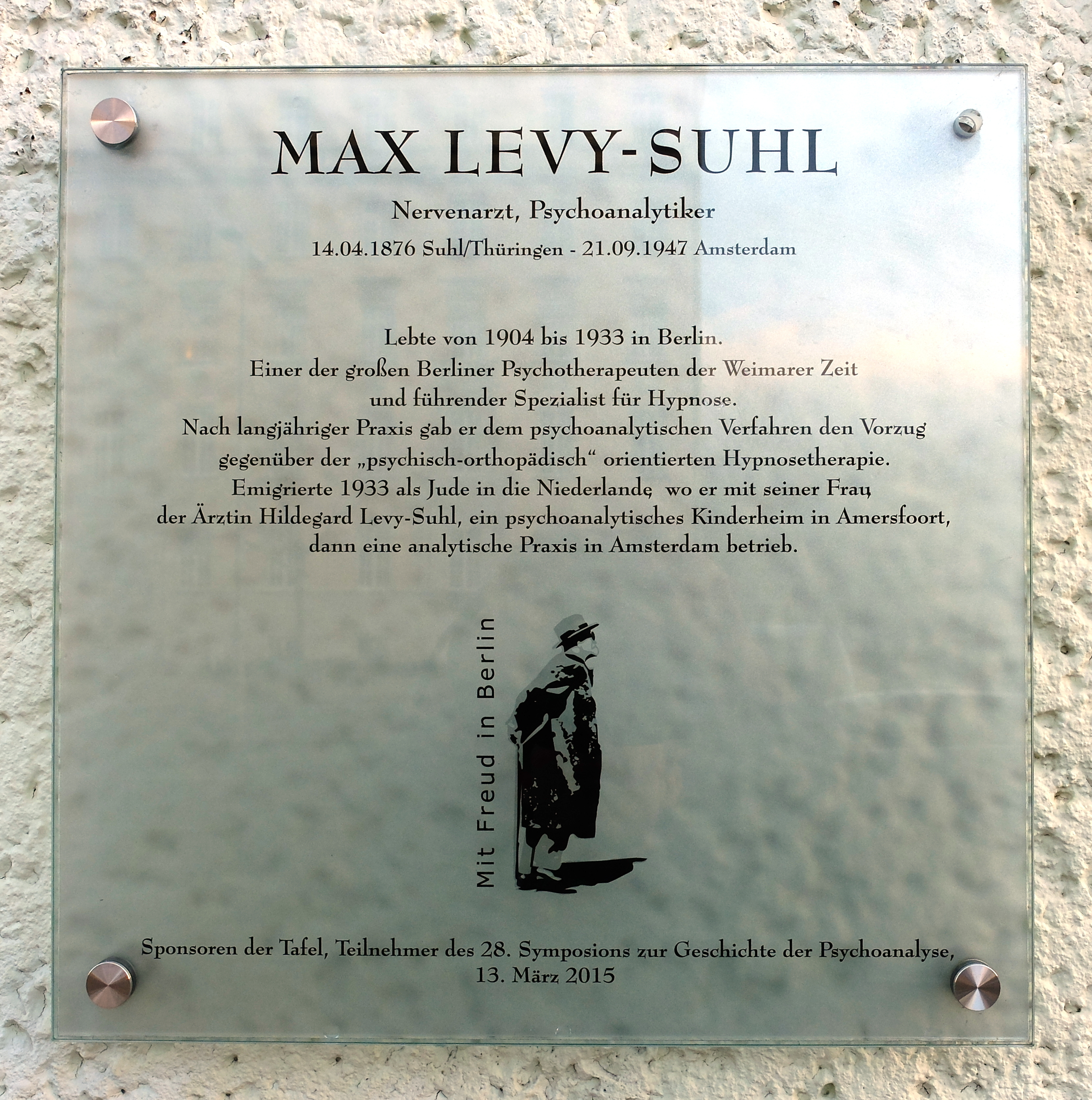
Gedenktafel für Max Levy-Suhl in der Bundesallee 156, Berlin-Wilmersdorf, aus der Reihe Mit Freud in Berlin

Als dritter von vier Söhnen des Kaufmanns und Inhabers einer Ledergroßhandlung David Levy und seiner Ehefrau Regina Levy, geborene Rosenthal, wurde Max Levy am 14. April 1876 in Suhl geboren. 
Seine älteren Brüder waren Arthur, der bereits kurz nach der Geburt starb, und Gustav Levy, der als Kaufmann später das väterliche Geschäft übernahm. Sein jüngerer Bruder Heinrich wurde Philosoph. Die Familie gehörte der damals in Suhl existierenden Synagogengemeinde an, in der David Levy als Vorstand besondere Verantwortung trug. 
Nach dem Besuch der Höheren Privatknabenschule zu Suhl und Erlangung der Obersekundareife am Königlichen Realgymnasium zu Erfurt, absolvierte Max Levy-Suhl zunächst eine kaufmännische Ausbildung. 1897 legte er am Gymnasium Ernestinum Gotha das Abitur ab. Das anschließende Medizinstudium führte ihn nach Würzburg, Berlin, Freiburg im Breisgau, Kiel, wieder Berlin und Straßburg. Nach Erlangung der Approbation 1903 und Anfertigung einer augenheilkundlichen Doktorarbeit, arbeitete er ab 1905 als Volontärassistent im Labor des psychiatrischen Lehrstuhlinhabers der Charité, Theodor Ziehen, und trat 1907 eine Stelle als Assistenzarzt an der Irrenanstalt der Stadt Berlin in Buch an. Einer seiner Kollegen dort war Alfred Döblin. Seit 1909 war Levy-Suhl als Nervenarzt mit eigener Praxis in Berlin tätig. 
Am 18. Juli 1913 heiratete er die ebenfalls aus einer jüdischen Familie stammende Kinderärztin Hildegard Johanna Perls (* 6. Juni 1885 in Posen/Polen; † 24. Februar 1950 in Amsterdam). Mit ihrer adoptierten Tochter Berta wohnten sie von 1914 bis 1923 in der Kaiserallee (der heutigen Bundesallee) 156. Im Ersten Weltkrieg war Max Levy-Suhl als Militärarzt eingesetzt. 
Neben seiner psychotherapeutischen Praxis erwarb sich Levy-Suhl ein Renommee auf den Gebieten der Augenheilkunde und der jugendpsychiatrischen Forensik. Auf Grundlage intensiver Erhebungen zur moralischen Entwicklung jugendlicher Delinquenten setzte er sich für die Anhebung der Altersgrenze der Strafmündigkeit von 12 auf 14 Jahre ein. Umgesetzt wurde diese Reform 1923 mit Inkrafttreten des Jugendgerichtsgesetzes, entworfen durch Gustav Radbruch, mit dem Max Levy-Suhl befreundet war und zeitlebens in Korrespondenz stand. 
Als vereidigter Sachverständiger für die Berliner Landgerichte setzte er sich in seiner Gutachtertätigkeit unter anderem für die Rechte von Kriegsversehrten und verunfallten Arbeitern ein und forderte die Gleichbehandlung mit Privatversicherten. 
Zusammen mit Alfred Döblin, Karen Horney, Arthur Kronfeld, Johannes Heinrich Schultz u. a. wirkte er ab 1927 im Präsidium der Berliner Ortsgruppe der Allgemeinen Ärztlichen Gesellschaft für Psychotherapie. 

### Verhältnis zur Psychoanalyse
Levy-Suhl nahm früh Kenntnis von der Psychoanalyse und verfasste ab 1910 diverse Rezensionen zu Schriften Sigmund Freuds und seiner Schüler. Zwar betonte Levy-Suhl in dieser Zeit, dass die Freudsche Lehre wichtige neue Erkenntnisse in Bezug auf Psychosomatik und die Beziehung von Sexualität und seelischen Leiden enthielte, sah in ihr jedoch gleichzeitig ein von subjektiver Willkür nicht freies „Kunstverfahren“. Die Psychoanalyse stoße dort an Grenzen, wo „die letzte Quelle der Symptomerzeugung und -fixierung nicht bloss in verdrängten und unentladenen Affekten liegt, sondern in harten Unabänderlichkeiten des Daseins“.
Levy-Suhl sprach sich gegen eine dogmatische Lesart Freuds aus und kritisierte, dass die Psychoanalyse nur wohlhabenden Schichten zugute käme. So gab er zunächst der Hypnose den Vorzug, mit deren Hilfe sich ihm zufolge in kurzer Zeit therapeutische Effekte erzielen ließen. Im Berlin der Weimarer Zeit galt er als führender Spezialist auf diesem Gebiet und bündelte seine Erfahrung in einem Lehrbuch über Die hypnotische Heilweise und ihre Technik (1922). 
Seine Annäherung an die Psychoanalyse beschrieb Levy-Suhl in seinem Hauptwerk über Die Seelischen Heilmethoden des Arztes (1930). Vorbehalte, besonders gegenüber den frühen Schriften Freuds, in denen Levy-Suhl eine allzu streng naturwissenschaftliche Ableitung der Neurosen aus der Triebenergetik sah, lösten sich auf mit Freuds Weiterentwicklung der Psychoanalyse Jenseits des Lustprinzips und der neuen, für Levy-Suhl zentralen Berücksichtigung des Gewissens. 
Um 1930 begann er eine Lehranalyse am Berliner Psychoanalytischen Institut, die – wie er in einem Brief an Max Eitingon schrieb – auf ein „psychoanalytisches Wandlungserlebnis im reifen Alter“ hinauslief. Es folgte die Aufnahme in die Deutsche Psychoanalytische Gesellschaft am 1. Juli 1933. 

### Exil
Aufgrund seiner Mitgliedschaft im Verein sozialistischer Ärzte wurde Max Levy-Suhl nach der Machtübernahme der Nationalsozialisten die Kassenzulassung entzogen. Auch seine Ehefrau Hildegard Levy-Suhl war von dieser Repression betroffen. Der beruflichen Grundlage beraubt, war das Ehepaar im November 1933 zur Emigration in die Niederlande genötigt. In Amersfoort gründeten Max und Hildegard Levy-Suhl gemeinsam ein psychoanalytisches Kinderheim. Im September 1937 zogen sie nach Amsterdam, wo Max Levy-Suhl in der Brahmsstraat 18 eine psychoanalytische Praxis einrichtete. 

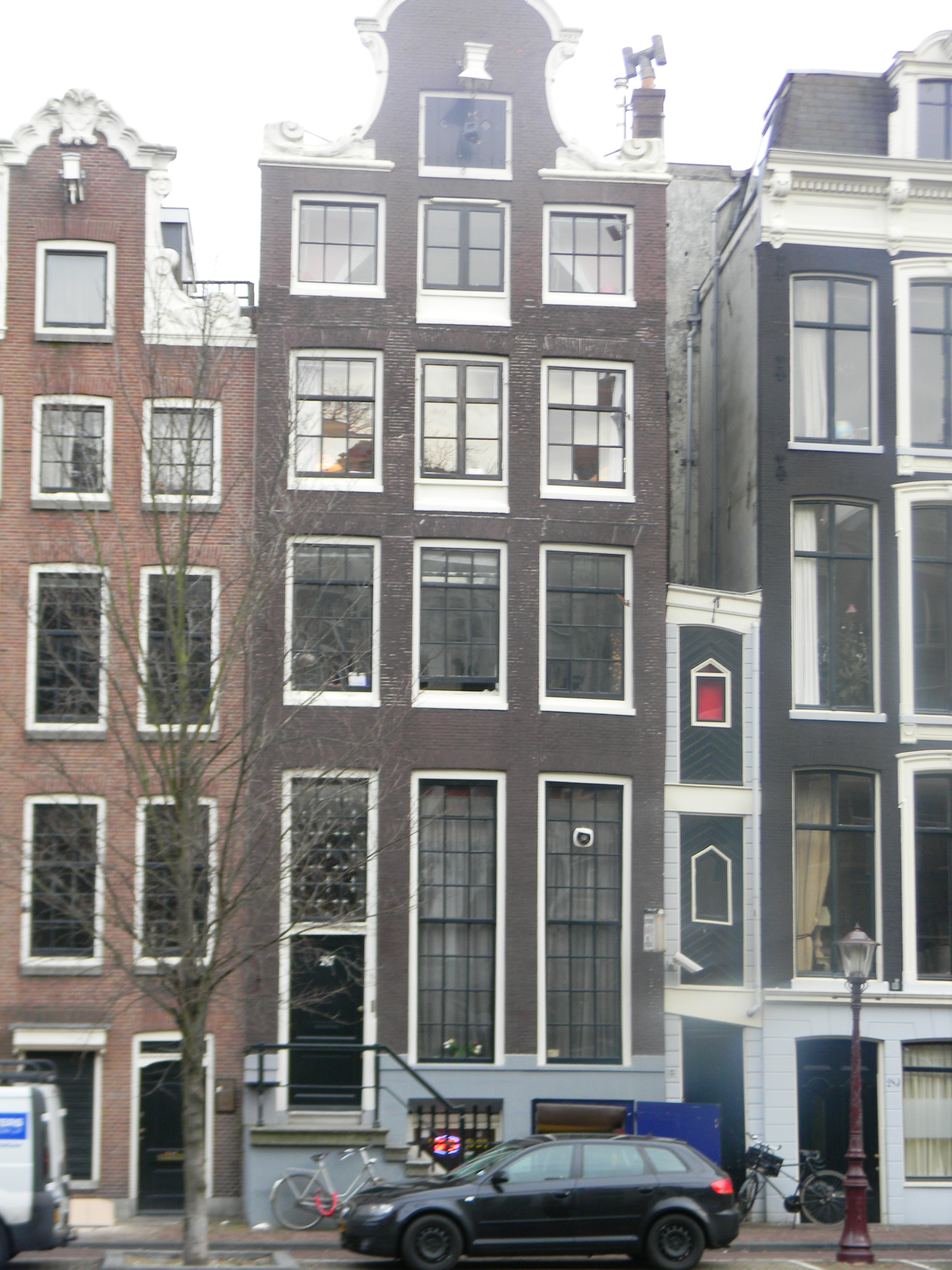
Das „Untertauchhaus“ in der Herengracht 287 in Amsterdam (Aufnahme aus dem Jahr 2011)

Nach der deutschen Besetzung der Niederlande im Mai 1940
gelang es den beiden, unterzutauchen. Hildegard Gisela Knierim, die aus Deutschland stammte und in Max Levy-Suhls Praxis als Assistentin gearbeitet hatte, und ihr Partner, der Bildhauer Ybe van der Wielen, versteckten mit Hilfe holländischer Widerstandskreise das Ehepaar Levy-Suhl in ihrer Wohnung in der Herengracht 287.
Am 21. September 1947 starb Max Levy-Suhl in Amsterdam. Über die in allen Details noch nicht geklärten Todesumstände gibt ein Brief des Psychoanalytikers Oskar Pfister an seinen Kollegen Paul Federn aus dem Dezember 1947 Auskunft:

„Unter dem Christbaum erreichte mich die tragische Nachricht dass Dr. Levi-Suhl im Haag, schon längere Zeit Morphinist, suizidierte. Ich habe ihn als Denker geschätzt. Er war ein menschenfreundlicher Wahrheitssucher, den der Krieg, schon vorher der Nationalismus zerbrach.“

Max Levy-Suhl, einer der bedeutendsten Berliner Psychotherapeuten zu Beginn des 20. Jahrhunderts, war nach Kriegsende nahezu in Vergessenheit geraten. Erst ab 2013 fand sich eine internationale Forschergruppe zusammen, der es gelang, in verschiedenen Publikationen die Geschichte Max Levy-Suhls weitgehend zu rekonstruieren. In der Bundesallee 156 in Berlin erinnert heute eine Gedenktafel an sein Leben und Werk.

## Schriften (Auswahl)
- Die hypnotische Heilweise und ihre Technik. Eine theoretische und praktische Einführung in die Hypno- und Suggestionstherapie nebst einer vergleichenden Darstellung der Freudschen Psychoanalyse, Enke, Stuttgart 1922.
- Neue Wege in der Psychiatrie. Eine vergleichende Betrachtung des Seelenlebens der Wilden und der Geistesstörungen des Kulturmenschen nebst einer methodologischen Einleitung, Enke, Stuttgart 1925.
- Die seelischen Heilmethoden des Arztes. Eine Lehre vom neurotischen Menschen, Enke, Stuttgart 1930.